# Mariya Astáshkina
Mariya Alexéyevna Astáshkina –en ruso, Мария Алексеевна Асташкина– (Penza, 5 de abril de 1999) es una deportista rusa que compitió en natación. Ganó una medalla de plata en el Campeonato Europeo de Natación en Piscina Corta de 2015, en la prueba  de 200 m braza.

## Palmarés internacional
| Campeonato Europeo en Piscina Corta | Campeonato Europeo en Piscina Corta | Campeonato Europeo en Piscina Corta | Campeonato Europeo en Piscina Corta |
| Año                                 | Lugar                               | Medalla                             | Prueba                              |
| ----------------------------------- | ----------------------------------- | ----------------------------------- | ----------------------------------- |
| 2015                                | Netanya (Israel)                    | Medalla de plata                    | 200 m braza                         |